# Aleksiej Zubricki
Aleksiej Witaljewicz Zubricki (ur. 22 sierpnia 1992 we wsi Wołodymyriwśke w obwodzie zaporoskim na Ukrainie) – rosyjski kosmonauta. Uzyskał tytuł licencjata na Narodowym Uniwersytecie Sił Powietrznych im. Iwana Kożeduba, gdzie studiował administrację wojskową, zarządzanie jednostkami lotniczymi oraz eksploatację lotniczą i bojowe użycie statków powietrznych.
Służył w Siłach Powietrznych Sił Zbrojnych Ukrainy, a w marcu 2014 roku, po rosyjskiej aneksji Krymu, przeszedł do służby w Siłach Powietrznych Federacji Rosyjskiej. W marcu 2025 roku został zaocznie skazany przez Sąd Miejski w Winnicy na 15 lat pozbawienia wolności.

## Życiorys

### Służba wojskowa
W latach 2013–2014 służył jako pilot w 204. sewastopolskiej brygadzie lotnictwa taktycznego Sił Powietrznych Ukrainy, stacjonującej na lotnisku Belbek w Sewastopolu, na Krymie. Po rosyjskiej aneksji Krymu przeszedł do służby w Siłach Powietrznych Federacji Rosyjskiej. Od marca 2014 roku kontynuował służbę jako pilot w 38. pułku lotnictwa myśliwskiego Sił Powietrznych Rosji, stacjonującym w Sewastopolu. Od grudnia 2014 do lipca 2015 pełnił służbę w tej samej funkcji w 31. pułku lotnictwa myśliwskiego w Millerowie, w obwodzie rostowskim. W lipcu 2015 roku został przeniesiony do 960. pułku lotnictwa szturmowego w Primorsko-Achtarsku, w Kraju Krasnodarskim, gdzie latał na samolotach Su-25. W 2018 roku otrzymał stopień kapitana. W 2024 roku odszedł z wojska w stopniu majora.

### Działalność kosmiczna
14 marca 2017 roku Zubricki złożył wniosek o udział w drugim otwartym naborze do oddziału kosmonautów. 8 czerwca 2018 roku uzyskał pozytywną opinię Głównej Komisji Lekarskiej, a 10 sierpnia tego samego roku, po zatwierdzeniu przez Międzyresortową Komisję, został zakwalifikowany jako kandydat na kosmonautę. 1 listopada 2018 roku został przyjęty do oddziału kosmonautów Centrum Wyszkolenia Kosmonautów im. J. A. Gagarina, gdzie rozpoczął ogólne szkolenie. 
W maju 2023 roku Centrum Wyszkolenia Kosmonautów ogłosiło, że Zubricki został oficjalnie zatwierdzony jako inżynier pokładowy dla misji Sojuz MS-27. Jesienią 2024 roku brał udział w szkoleniu wraz z załogą statku Crew Dragon misji Crew-10 w Centrum Lotów Kosmicznych imienia Lyndona B. Johnsona, a następnie w Europejskiej Agencji Kosmicznej w Kolonii, gdzie przeszedł trening związany z pracą w module Columbus.
8 kwietnia 2025 roku, podczas misji Sojuz MS-27, dowodzonej przez Siergieja Ryżykowa, Aleksiej Zubricki, wraz z inżynierem pokładowym Jonathanem Kimem, zadokował do Międzynarodowej Stacji Kosmicznej w ramach Ekspedycji 73.
Stowarzyszenie Uczestników Lotów Kosmicznych (Association of Space Explorers) przyznało mu Universal Astronaut Insignia za lot orbitalny (nr 630).